# Мярат
Мярат (Мереа, Мярад, Мяура-ярви, Матозеро) — озеро на территории Поросозерского сельского поселения Суоярвского района Республики Карелия.

## Общие сведения
Площадь озера — 14,8 км², площадь бассейна — 446 км². Располагается на высоте 177,3 метров над уровнем моря.
Форма озера лопастная, Г-образная, преимущественно вытянутая с юго-востока на северо-запад. Берега каменисто-песчаные, частично заболоченные.
С северо-запада в озеро впадает протока из озера Вонгозеро. С юго-запада впадает ручей Чухмуриоя, текущий из ламбины. С юга впадает ручей Сараоя, берущий начало в озере Кивикко-Сяюняс. С юго-востока впадает безымянный ручей из озера Теддриярви. С востока впадает ручей Малляоя из озёр Малляярви. С северо-восточной оконечности вытекает протока, которой Мярат соединятся с озером Кайдамярат, откуда берёт начало река Чеба..
В озере расположены более двадцати островов без названия, количество которых варьируется в зависимости от уровня воды.
Код водного объекта в государственном водном реестре — 01040100211102000017654.